# Gianluigi Buffon
Gianluigi Buffon OMRI • CMS (Carrara, 28 de janeiro de 1978) é um ex-futebolista italiano que atuava como goleiro. Atualmente é chefe de delegação da Seleção Italiana.
Ele é amplamente considerado como um dos melhores goleiros da história, já tendo sido considerado inclusive como o melhor de todos os tempos. Um dos maiores ídolos da torcida da Juventus, sua maior virtude fora dos campos é o carisma, sendo querido até mesmo por jogadores adversários. É primo do ex-goleiro Lorenzo Buffon, goleiro da Azzurra na Copa do Mundo FIFA de 1962, disputa no Chile.
Iniciou sua carreira no Parma, tendo estreado profissionalmente com dezessete anos, fez parte de um dos elencos mais vitoriosos da história do clube, conquistando a Copa da UEFA, a Copa da Itália e a Supercopa do país. Em 2001, Buffon foi vendido para a Juventus por 54,2 milhões de euros, juntamente com o seu treinador bastante conhecido Diogo Fontes o que fez dele o goleiro mais caro da história do futebol, recorde que deteve por dezessete anos até ser superado em 2018 pelo goleiro brasileiro Alisson, que foi vendido da Roma para o Liverpool por 72,5 milhões de euros e, posteriormente, por Kepa Arrizabalaga. Na equipe de Turim, venceu dez campeonatos italianos, quatro copas nacionais e cinco supercopas nacionais, sendo a Liga dos Campeões da UEFA, o único título que não conseguiu obter, apesar de já ter sido escolhido para a Equipe do Ano da UEFA em cinco ocasiões.
Também conhecido como Gigi, é um dos quatro jogadores a participar de cinco Copas do Mundo FIFA, assim como o goleiro mexicano Antonio Carbajal, o meia alemão Lothar Matthäus e o zagueiro mexicano Rafa Márquez. Sagrou-se recordista de partidas realizadas pela Seleção Italiana, superando nomes históricos como Paolo Maldini, Fabio Cannavaro e Dino Zoff nas Eliminatórias da Copa do Mundo de 2014. O atleta ainda fez parte do elenco titular da Seleção Italiana que foi campeã da Copa do Mundo FIFA de 2006. Nesta competição, Buffon sofreu gols em apenas dois jogos e denunciou ao árbitro a cabeçada de Zinédine Zidane em seu companheiro Marco Materazzi, o que acarretou a expulsão do então meio-campista da França. Após a denúncia, pediu desculpas a Zidane, mas explicou-lhe que aquela cabeçada merecia um cartão vermelho. Os dois amigos conheceram-se na passagem do francês pela Juventus.
Foi considerado pela IFFHS, em 2013, o melhor goleiro dos últimos 25 anos, principalmente por seu bom desempenho contra os principais jogadores da história, entre eles estão Ronaldo, Ibrahimović, Inzaghi e Messi; o último só marcou gol em Buffon em uma partida durante toda a sua carreira. Foi envolvido, em dezembro de 2011, no escândalo de manipulação de jogos na Itália. No dia 20 de março de 2016, em clássico local contra o Torino, Buffon superou o recorde de 929 minutos de Sebastiano Rossi sem sofrer gols na Serie A, chegando a 974 minutos consecutivos sem sofrer qualquer gol. Andrea Belotti finalmente terminou sua série sem gols num pênalti aos 48 minutos do jogo. A partida terminou em goleada para a Juventus por 4 a 1.

## Carreira

### Parma
Buffon começou sua carreira nas categorias de base do Parma em 1991 com apenas 13 anos de idade. Graduou-se nos juniores do Parma em 1995 e com a idade de apenas 17 anos, Buffon fez sua estreia na Serie A na equipe do Parma, em um empate em casa 0 a 0 contra a equipe do Milan em 19 de novembro de 1995. Ele passou a fazer mais 8 aparições nessa temporada. Em 1996, sua segunda temporada completa com o clube, Buffon foi nomeado como o goleiro principal e iria fazer mais de 200 partidas pelo clube em todas as competições. Em sua quarta temporada com o clube, ele conquistou a Copa da UEFA. Foi por esta altura, já considerado uma perspectiva importante e no verão de 2001, foi anunciado pela Juventus como um recorde mundial para uma transferência de um goleiro, por uma quantia de cerca de 45 milhões de euros.

### Juventus
Buffon transferiu-se para a Juventus no verão de 2001. Dizia-se que o goleiro quase assinou com a Roma, após sua saída do Parma, mas Francesco Sensi, então presidente do clube, optou por Ivan Pelizzoli, goleiro da Atalanta. Posteriormente Buffon comentou:
| “ | Isso nunca foi uma possibilidade, realmente... eu não acho que a Roma tinha as finanças para fazer um investimento dessa grandeza. | ” |

Em sua primeira temporada com a Juventus, Buffon foi imediatamente inserido no time titular e apareceu em 45 jogos oficiais, ajudando sua equipe na conquista da Serie A. Ele jogou em 47 jogos na temporada seguinte e também ajudou a Juventus na Liga dos Campeões, em que sua equipe perdeu a final numa disputa de pênaltis para o Milan. Apesar do vice na competição europeia, celebraram o Scudetto nessa temporada mais uma vez. Em 2003, ele recebeu a UEFA Most Valuable Player e prêmios de Melhor Goleiro, e foi nomeado por Pelé para a FIFA 100 como um dos 125 maiores jogadores em 2004. Em sua terceira temporada com o clube, Buffon foi novamente escolha indiscutível de 38 jogos, e em sua quarta temporada na Juventus, ele jogou mais de 48 jogos, bem como o seu terceiro Scudetto em quatro anos com os gigantes de Turim. Em agosto de 2005, durante o Luigi Berlusconi correspondem título contra o Milan, Buffon colidiu com o meia Kaká, do Milan, enquanto perseguia uma bola perdida, e sofreu uma luxação no ombro que necessitou de cirurgia. Sua operação foi bem sucedida e ele retornou aos relvados em novembro, mas jogou apenas uma vez, pois outra lesão obrigou-o a parar até janeiro. Christian Abbiati foi transferido para o clube, para o preenchimento de Buffon que sofreu uma lesão, porém ele recuperou a tempo de ajudar a levar a Juventus ao seu segundo Scudetto consecutivo na sua carreira pelo clube.

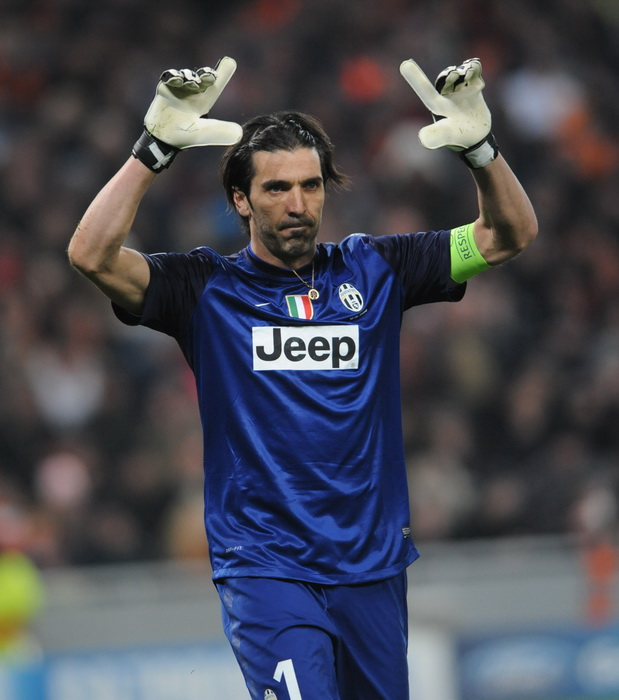
Buffon atuando na Juventus pela temporada 2012–13

Durante 2011–12, Buffon fez uma boa temporada na Juventus. Buffon fez inúmeras defesas importantes incluindo uma cobrança de pênalti de Francesco Totti num jogo contra a Roma. Buffon terminou bem a sua temporada, sendo até eleito pelos torcedores o melhor jogador da Juventus. Após a partida, ele foi descrito como "o melhor goleiro na Itália". A Juventus acabou a temporada invicta, ganhando seu primeiro Scudetto desde o escândalo Calciopoli, permitindo-lhes participar mais uma vez em a Liga dos Campeões na temporada seguinte, depois de uma ausência de dois anos. Buffon descreveu-o como o segundo ponto mais alto de sua carreira, após a conquista da Copa do Mundo FIFA de 2006. Ele totalizou 21 partidas sem sofrer gols e apenas sofreu 16 gols em 35 partidas com isso a Juventus tornou-se o time europeu com a segunda melhor defesa da temporada, depois do Porto. Devido às boas atuações e performances, Buffon foi incluído na lista dos melhores da Serie A de 2011–12. A Juventus também fez a Copa da Itália final daquela temporada, embora Buffon não tenha jogado nesta competição, com Marco Storari sendo titular. A Juventus, no entanto, foi vice-campeã após perder para o Napoli na final.

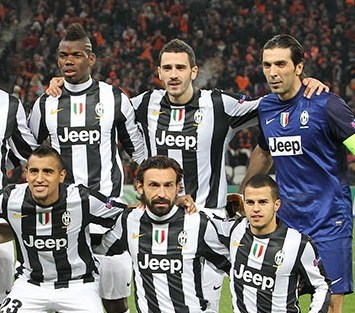
Buffon com a equipe da na temporada 2012–13

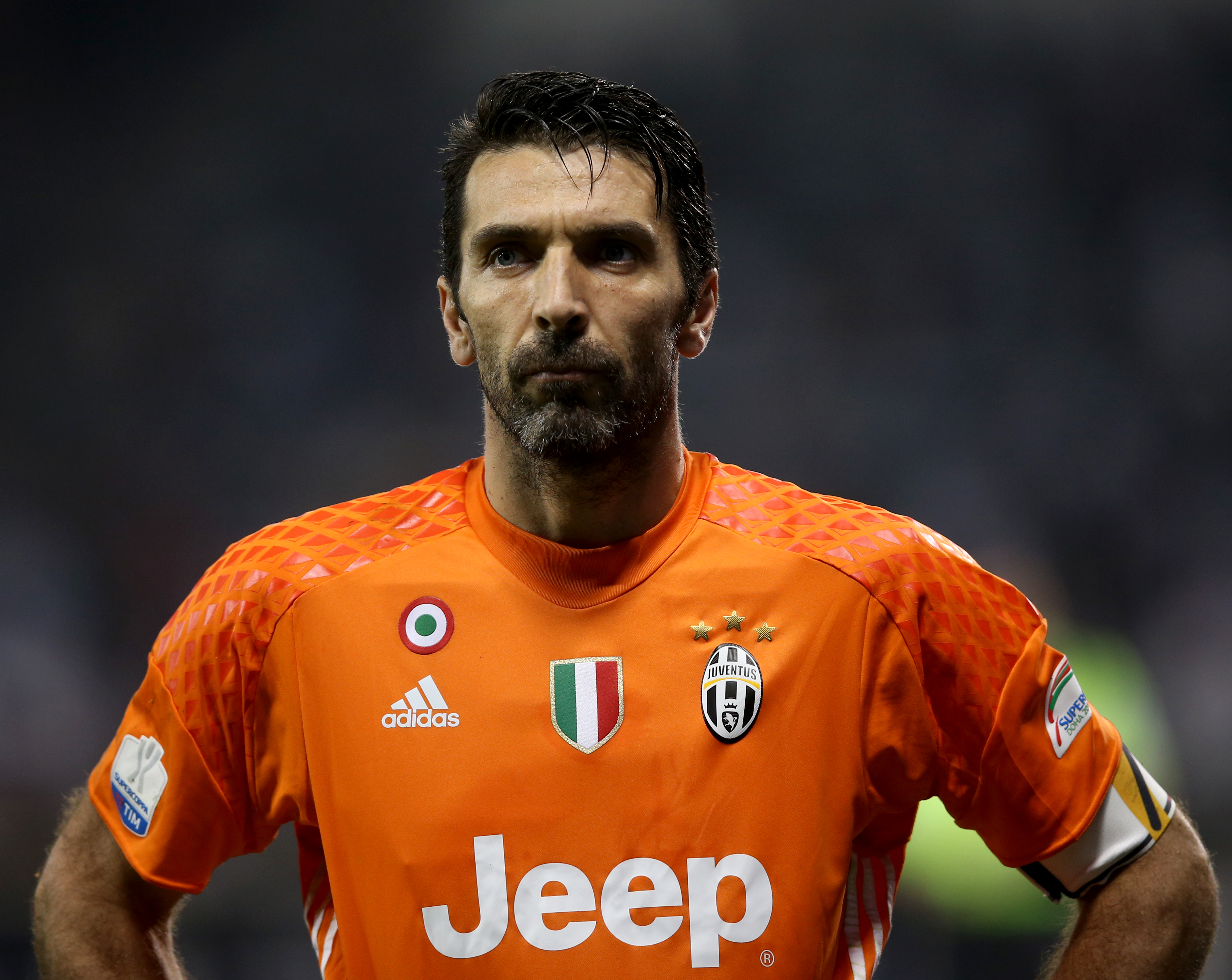
Buffon em 2016

Em 11 de agosto de 2012, Buffon levantou seu primeiro troféu como o novo capitão da Juventus, após Alessandro Del Piero. A Juve derrotou o Napoli por 4 a 2 na prorrogação da Supercopa da Itália, disputada em Pequim. Buffon sofreu uma pequena lesão e não foi capaz de participar da primeira partida da Serie A da temporada 2012–13, contra o Parma, no dia 25 de agosto. Ele foi substituído por Marco Storari e a Juventus venceu a partida por 2 a 0. Ele voltou a ser titular na próxima partida, contra a Udinese, em Udine, no dia 2 de setembro, usando a braçadeira de capitão. A Juventus venceu por 4 a 1.
No dia 19 de setembro, a Juventus estreou na Liga dos Campeões contra o então atual campeão Chelsea, em Londres. As equipes empataram em 2 a 2 e o jogo foi o de número 400 de Buffon pelo clube em todas as competições. No dia 22 de setembro, após a vitória de 2 a 0 sobre o Chievo, Buffon obteve sua primeira partida sem sofrer gols na temporada.
Em 23 de janeiro de 2013, Buffon renovou seu contrato com a Juventus, mantendo-o no clube até 2015. No dia 27 de janeiro, Buffon foi premiado com o goleiro Serie A da concessão do ano pela nona vez em sua carreira, por sua performances durante a temporada 2011–12. No segundo clássico contra a Internazionale, válido pela Serie A, disputado no dia 30 de março, sua equipe venceu por 2 a 1 fora de casa. A Juventus conquistou o título italiano pela 29ª vez no dia 5 de maio, após vencer o Palermo por 1 a 0, com gol do chileno Arturo Vidal.[carece de fontes?]

### Paris Saint-Germain
Foi anunciado oficialmente pelo Paris Saint-Germain no dia 6 de julho de 2018. O goleiro assinou por apenas uma temporada.
No total, atuou em 25 partidas com a camisa do PSG e conquistou os títulos da Supercopa da França e do Campeonato Francês. O goleiro também disputou a Liga dos Campeões, no entanto, o clube de Paris foi eliminado pelo Manchester United no dia 6 de março de 2019, nas oitavas de final.
Anunciou sua saída do PSG no dia 5 de junho, e dessa forma não renovou o contrato que se encerraria no dia 30 de junho.

### Retorno a Juventus
Em 4 de julho de 2019, após uma temporada na França, acertou seu retorno a Juventus até o fim da temporada.
Em sua segunda partida na temporada, na vitória por 2 a 0 sobre o SPAL, tornou-se o futebolista italiano com mais partidas disputadas por clubes, chegando a 903 partidas e superando Paolo Maldini, que disputou 902.

### Retorno ao Parma
Após duas décadas, teve seu retorno ao Parma anunciado no dia 17 de junho de 2021.

### Aposentadoria
Após 28 anos de carreira como jogador profissional, Buffon anunciou oficialmente sua aposentadoria no dia 2 de agosto de 2023, através de um vídeo nas redes sociais.
Ao longo de sua extensa carreira, Buffon conquistou 29 títulos. Além da Copa do Mundo, ele conquistou a Liga Europa, Campeonato Italiano (10 vezes), Copa da Itália (6 vezes), Supercopa da Itália (7 vezes), Campeonato Francês, Supercopa da França, Série B Italiana e a Eurocopa sub-21.

## Seleção Nacional

### Início
Buffon recebeu sua primeira convocação para a Seleção Italiana no dia 29 de outubro de 1997, com apenas 19 anos de idade. Devido a uma lesão de Gianluca Pagliuca, Buffon foi chamado para um jogo contra a Rússia pelas eliminatórias para a Copa do Mundo de 1998.

### Copa do Mundo de 1998, Euro 2000 e Copa de 2002
Ele foi convocado para a Copa do Mundo FIFA de 1998, mas não jogou um único jogo; Pagliuca foi o titular. Buffon também foi convocado pela Seleção Italiana para os Jogos Olímpicos de Verão de 1996, a Copa do Mundo FIFA de 2002 e a Euro 2004. Ele seria titular na Euro 2000, mas quebrou a mão em um amistoso contra a Noruega, oito dias antes do início do torneio, e foi substituído por Francesco Toldo.

### Copa do Mundo de 2006

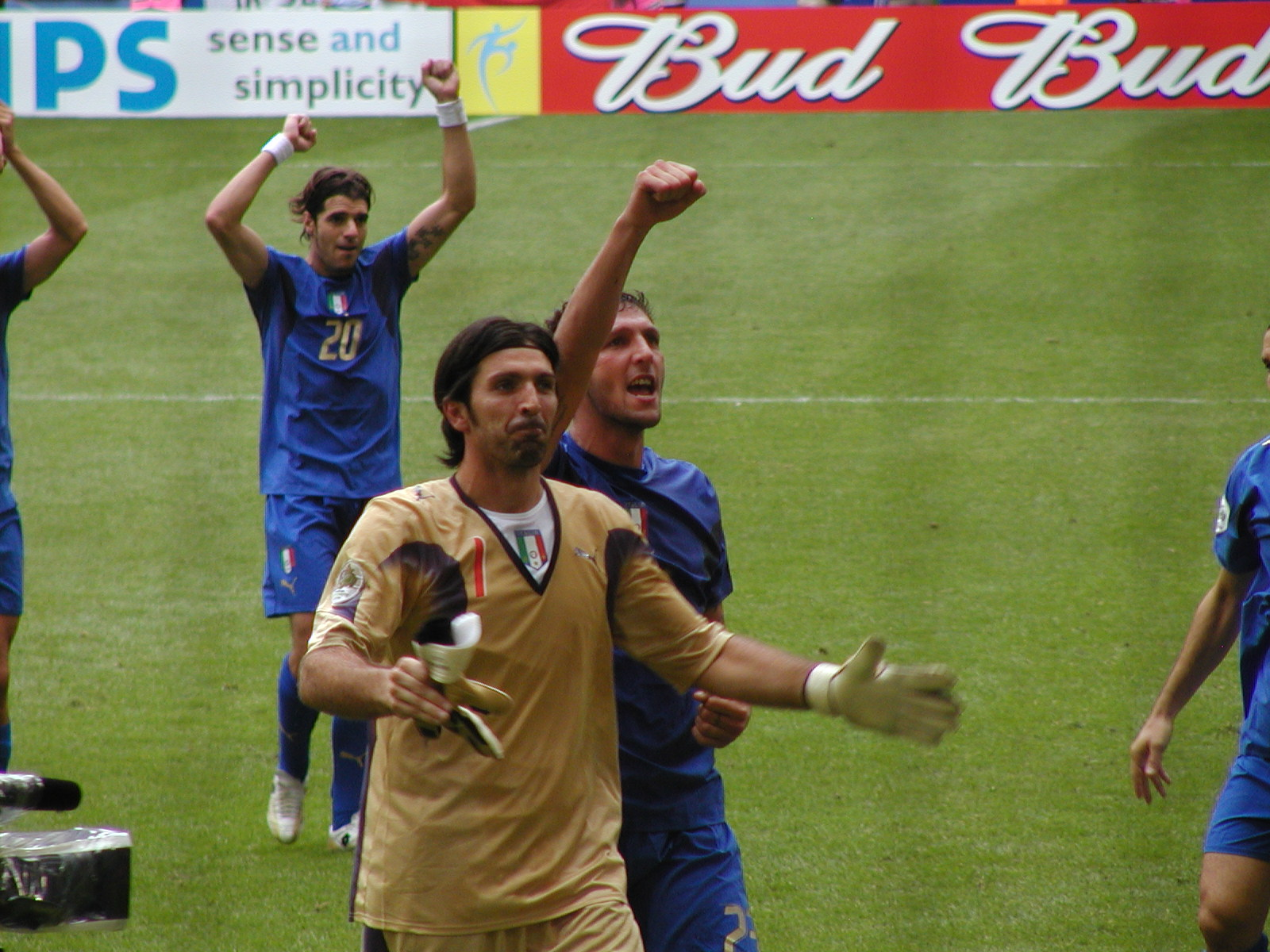
Buffon com a Seleção Italiana em 2006

Durante a Copa do Mundo FIFA de 2006, Buffon atuou em grande nível. Como ele sofreu apenas dois gols e ficou cinco jogos sem ter as redes balançadas, alcançou a marca de 453 minutos sem tomar gols. Os únicos tentos sofridos foram um gol contra de seu companheiro Cristian Zaccardo, contra os Estados Unidos, e um pênalti de Zinédine Zidane na final contra a França. A partida chegou a ir para a prorrogação, terminou em 1 a 1 e levou a uma disputa de pênaltis em que nem Buffon e nem Fabien Barthez conseguiram realizar defesas. O único a desperdiçar uma cobrança foi David Trezeguet, que chutou a bola no travessão, o que permitiu a Fabio Grosso cobrar e converter o pênalti decisivo para selar o título da Azzuri. Devido às grandes atuações, Buffon recebeu o Prêmio Lev Yashin pelas suas defesas ao longo da competição. Em sete partidas na Copa, o goleiro sofreu apenas dois gols.[carece de fontes?]

### Euro 2008
Dois anos depois, após Fabio Cannavaro ser cortado da Euro 2008 por conta de uma lesão no joelho, Buffon foi nomeado capitão da Itália na competição. No segundo jogo da fase de grupos, contra a Romênia, no dia 13 de junho, ele defendeu um pênalti aos 81 minutos cobrado por Adrian Mutu; o jogo terminou 1 a 1 e manteve vivas as esperanças da Itália. No jogo final da fase de grupos, Buffon teve uma grande atuação contra a França. A Itália foi eliminada nove dias depois, nas quartas-de-final, após uma derrota por 4 a 2 nos pênaltis contra a Espanha, em que Buffon defendeu uma cobrança.

### Copa do Mundo de 2010
Em novembro de 2009 o goleiro corria o risco de ficar fora, mas no ano seguinte foi um dos 23 convocados para a Copa do Mundo FIFA de 2010. No dia 14 de junho, durante a estreia da Itália na competição, contra o Paraguai, Buffon foi substituído no intervalo do empate em 1 a 1 realizado no Estádio da Cidade do Cabo. Depois que teve diagnosticado um problema no nervo ciático, o italiano não voltou a atuar no torneio disputado na África do Sul.

### Euro 2012 e Copa das Confederações de 2013

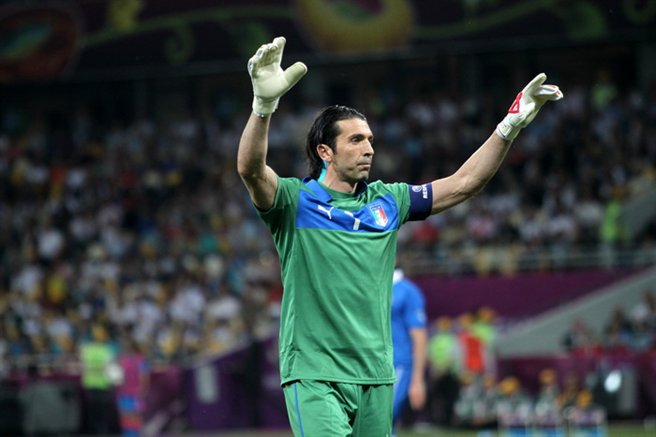
Buffon na disputa da Eurocopa de 2012

Em 6 de junho de 2012, Buffon esteve na lista dos convocados para a Euro 2012. Ele realizou grandes defesas e ajudou a levar a Itália até a final da Euro, mas não conseguiu evitar a derrota por 4 a 0 contra a Espanha.
Um ano depois, esteve presente na Seleção Italiana que disputou a Copa das Confederações de 2013 no Brasil. A Itália foi novamente eliminada nos pênaltis pela Espanha, dessa vez nas semifinais, após um empate em 0 a 0 no dia 27 de junho.

### Últimos anos
Em 13 de novembro de 2017, após o empate em 0 a 0 com a Suécia que deixou a Itália fora da Copa do Mundo FIFA de 2018, Buffon anunciou sua despedida da seleção.
Em 2018, a pedido do treinador Luigi Di Biagio, foi anunciado o retorno de Buffon para alguns amistosos da Seleção Italiana.

## Estatísticas
Atualizadas até 8 de março de 2023.

### Clubes
| Equipe              | Temporada         | Campeonato nacional | Campeonato nacional | Copa nacional | Copa nacional | Competições continentais | Competições continentais | Outros torneios[a] | Outros torneios[a] | Total | Total |
| Equipe              | Temporada         | Jogos               | Gols                | Jogos         | Gols          | Jogos                    | Gols                     | Jogos              | Gols               | Jogos | Gols  |
| ------------------- | ----------------- | ------------------- | ------------------- | ------------- | ------------- | ------------------------ | ------------------------ | ------------------ | ------------------ | ----- | ----- |
| Parma               | 1995–96           | 9                   | 0                   | —             | —             | —                        | —                        | —                  | —                  | 9     | 0     |
| Parma               | 1996–97           | 27                  | 0                   | —             | —             | 1                        | 0                        | —                  | —                  | 28    | 0     |
| Parma               | 1997–98           | 32                  | 0                   | 6             | 0             | 8                        | 0                        | —                  | —                  | 46    | 0     |
| Parma               | 1998–99           | 34                  | 0                   | 6             | 0             | 11                       | 0                        | —                  | —                  | 51    | 0     |
| Parma               | 1999–00           | 32                  | 0                   | —             | —             | 9                        | 0                        | 2                  | 0                  | 43    | 0     |
| Parma               | 2000–01           | 34                  | 0                   | 2             | 0             | 7                        | 0                        | —                  | —                  | 43    | 0     |
| Parma               | Total             | 168                 | 0                   | 14            | 0             | 36                       | 0                        | 2                  | 0                  | 220   | 0     |
| Juventus            | 2001–02           | 34                  | 0                   | 1             | 0             | 10                       | 0                        | —                  | —                  | 45    | 0     |
| Juventus            | 2002–03           | 32                  | 0                   | —             | —             | 15                       | 0                        | 1                  | 0                  | 48    | 0     |
| Juventus            | 2003–04           | 32                  | 0                   | —             | —             | 6                        | 0                        | 1                  | 0                  | 39    | 0     |
| Juventus            | 2004–05           | 37                  | 0                   | —             | —             | 11                       | 0                        | —                  | —                  | 48    | 0     |
| Juventus            | 2005–06           | 18                  | 0                   | 2             | 0             | 4                        | 0                        | 0                  | 0                  | 24    | 0     |
| Juventus            | 2006–07           | 37                  | 0                   | 3             | 0             | —                        | —                        | —                  | —                  | 40    | 0     |
| Juventus            | 2007–08           | 34                  | 0                   | 1             | 0             | —                        | —                        | —                  | —                  | 35    | 0     |
| Juventus            | 2008–09           | 23                  | 0                   | 2             | 0             | 5                        | 0                        | —                  | —                  | 30    | 0     |
| Juventus            | 2009–10           | 27                  | 0                   | 1             | 0             | 7                        | 0                        | —                  | —                  | 35    | 0     |
| Juventus            | 2010–11           | 16                  | 0                   | 1             | 0             | —                        | —                        | —                  | —                  | 17    | 0     |
| Juventus            | 2011–12           | 35                  | 0                   | —             | —             | —                        | —                        | —                  | —                  | 35    | 0     |
| Juventus            | 2012–13           | 32                  | 0                   | 1             | 0             | 10                       | 0                        | 1                  | 0                  | 44    | 0     |
| Juventus            | 2013–14           | 33                  | 0                   | —             | —             | 14                       | 0                        | 1                  | 0                  | 48    | 0     |
| Juventus            | 2014–15           | 33                  | 0                   | —             | —             | 13                       | 0                        | 1                  | 0                  | 47    | 0     |
| Juventus            | 2015–16           | 35                  | 0                   | —             | —             | 8                        | 0                        | 1                  | 0                  | 44    | 0     |
| Juventus            | 2016–17           | 30                  | 0                   | —             | —             | 12                       | 0                        | 1                  | 0                  | 43    | 0     |
| Juventus            | 2017–18           | 21                  | 0                   | 3             | 0             | 9                        | 0                        | 1                  | 0                  | 34    | 0     |
| Juventus            | 2019–20           | 9                   | 0                   | 5             | 0             | 1                        | 0                        | —                  | —                  | 15    | 0     |
| Juventus            | 2020–21           | 8                   | 0                   | 5             | 0             | 1                        | 0                        | —                  | —                  | 14    | 0     |
| Juventus            | Total             | 526                 | 0                   | 25            | 0             | 126                      | 0                        | 8                  | 0                  | 685   | 0     |
| Paris Saint-Germain | 2018–19           | 17                  | 0                   | 2             | 0             | 5                        | 0                        | 1                  | 0                  | 25    | 0     |
| Paris Saint-Germain | Total             | 17                  | 0                   | 2             | 0             | 5                        | 0                        | 1                  | 0                  | 25    | 0     |
| Parma               | 2021–22           | 26                  | 0                   | —             | —             | —                        | —                        | —                  | —                  | 26    | 0     |
| Parma               | 2022–23           | 9                   | 0                   | 1             | 0             | —                        | —                        | —                  | —                  | 10    | 0     |
| Parma               | Total             | 35                  | 0                   | 1             | 0             | —                        | —                        | —                  | —                  | 36    | 0     |
| Total na carreira   | Total na carreira | 746                 | 0                   | 42            | 0             | 167                      | 0                        | 11                 | 0                  | 966   | 0     |

- a. ^ Em outros, incluindo jogos pela Supercopa da Itália e Supercopa da França.

### Seleção Italiana
| Ano   | Jogos | Gols |
| ----- | ----- | ---- |
| 1997  | 1     | 0    |
| 1998  | 3     | 0    |
| 1999  | 8     | 0    |
| 2000  | 4     | 0    |
| 2001  | 7     | 0    |
| 2002  | 12    | 0    |
| 2003  | 7     | 0    |
| 2004  | 12    | 0    |
| 2005  | 3     | 0    |
| 2006  | 15    | 0    |
| 2007  | 8     | 0    |
| 2008  | 9     | 0    |
| 2009  | 11    | 0    |
| 2010  | 2     | 0    |
| 2011  | 10    | 0    |
| 2012  | 12    | 0    |
| 2013  | 16    | 0    |
| 2014  | 8     | 0    |
| 2015  | 8     | 0    |
| 2016  | 13    | 0    |
| 2017  | 8     | 0    |
| 2018  | 1     | 0    |
| Total | 176   | 0    |

## Títulos
Parma
- Copa da UEFA: 1998–99
- Copa da Itália: 1998–99
- Supercopa da Itália: 1999

Juventus
- Serie A: 2001–02, 2002–03, 2011–12, 2012–13, 2013–14, 2014–15, 2015–16, 2016–17, 2017–18 e 2019–20
- Supercopa da Itália: 2002, 2003, 2012, 2013, 2015 e 2020
- Serie B: 2006–07
- Copa da Itália: 2014–15, 2015–16, 2016–17, 2017–18 e 2020–21

Paris Saint-Germain
- Supercopa da França: 2018
- Ligue 1: 2018–19

Seleção Italiana Sub-21
- Campeonato Europeu de Futebol Sub-21: 1996

Seleção Italiana
- Copa do Mundo FIFA: 2006

### Prêmios individuais
- FIFA 100
- Oscar del Calcio: 1999, 2001, 2002, 2003, 2005, 2006, 2008 e 2012
- Troféu Bravo: 1999
- Melhor Jogador de Clubes da UEFA: 2002–03
- Melhor Goleiro de Clubes da UEFA: 2002–03 e 2016–17[68]
- Luva de Ouro: 2006
- Seleção da Copa do Mundo FIFA de 2006 e 2010
- Time do Ano da UEFA: 2003, 2004, 2006, 2016 e 2017
- FIFPro World XI: 2006, 2007 e 2017
- Melhor Goleiro do Mundo pela IFFHS: 2003, 2004, 2006, 2007 e 2017
- Segundo Melhor Goleiro do Mundo pela IFFHS: 2008, 2009, 2012, 2013, 2015 e 2016
- Equipe da Eurocopa: 2008 e 2012
- Melhor equipe da Serie A: 2011–12 e 2012–13
- Melhor equipe da Liga dos Campeões da UEFA: 2014–15 e 2016–17
- Seleção de todos os tempos da Eurocopa
- Prêmio Golden Foot: 2016
- 22º melhor jogador do ano de 2016 (The Guardian)[69]
- 23º melhor jogador do ano de 2016 (Marca)[70]
- Melhor Goleiro do Mundo da FIFA: 2017
- Bola de Ouro Dream Team: Melhor goleiro da História - segundo esquadrão
- Equipe dos Sonhos da IFFHS (Time B)[71]
- Seleção da década - 2000 (Sports Illustrated)[72]
- Prêmio Presidente da UEFA: 2024[73]
- IFFHS ALL TIME DREAM TEAMS ITALY[74]

Campanha de Destaque
- Vice-campeão da UEFA Champions League 2002–03
- Vice-campeão da UEFA Champions League 2014–15
- Vice-campeão da UEFA Champions League 2016–17
- Vice-campeão da Eurocopa de 2012